# 卡尔·纳博斯贝格
卡尔·纳博斯贝格（Karl Nabersberg，1908年7月11日—1946年1月15日）是一位德国青年组织领袖。1923年，纳博斯贝格在家乡加入希特拉青年團的前身“青年组织”（Jugendorganisation）。他于1925年12月28日获准加入纳粹党，同时加入冲锋队 。战后，西柏林去纳粹化法庭对纳博斯贝格处以6000國家馬克的罚款。